# George Kennan (journaliste)
Pour les articles homonymes, voir George Kennan.

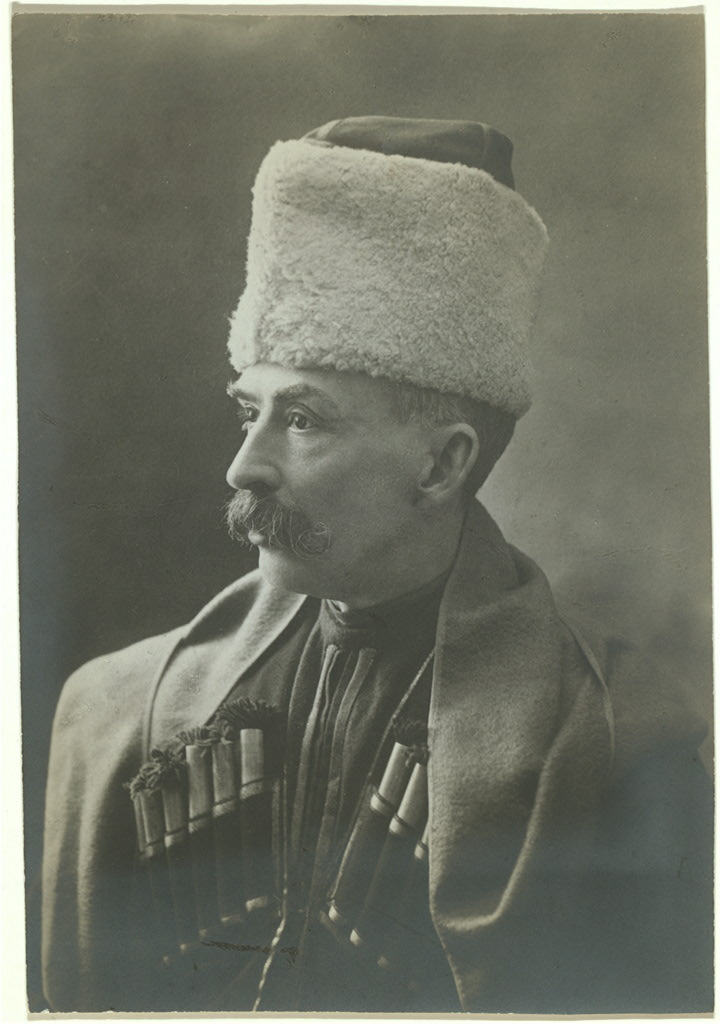
George Kennan en habit traditionnel géorgien.

George Kennan (né le 16 février 1845 à Norwalk, Ohio et mort le 10 mai 1924) était un photographe, journaliste, correspondant de guerre et écrivain américain. Il est notamment connu pour ses voyages dans la Kamtchatka et le Caucase à l'époque de l'Empire russe.

## Galerie
Photos

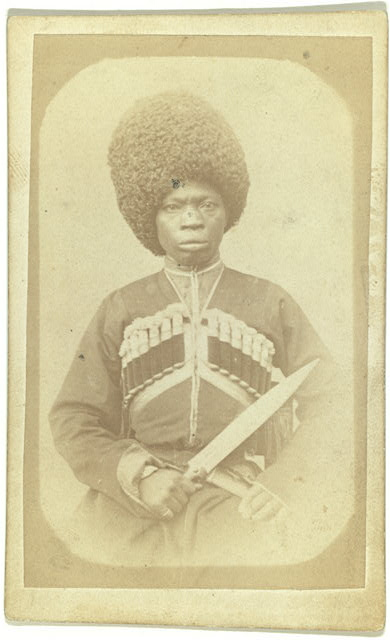
Afro-abkhazien. Entre 1870 et 1886.
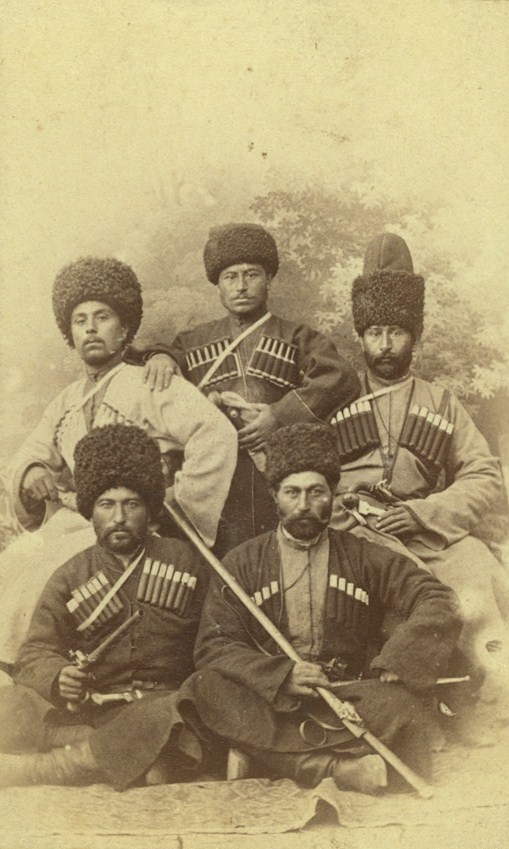
Tchétchènes.  Entre 1870 et 1886.
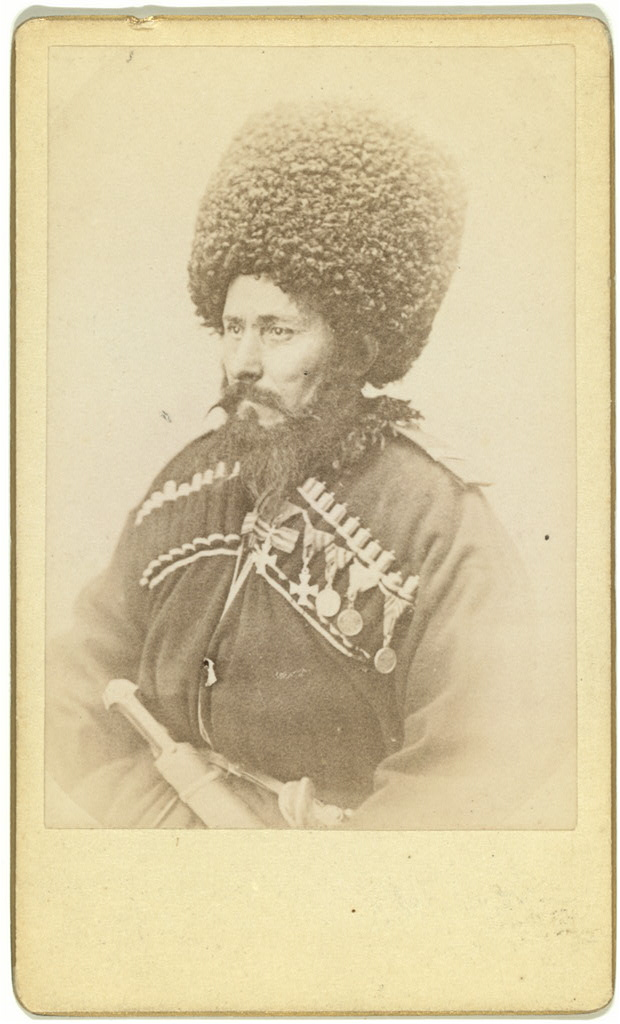
Daghestanais. Entre 1870 et 1886.
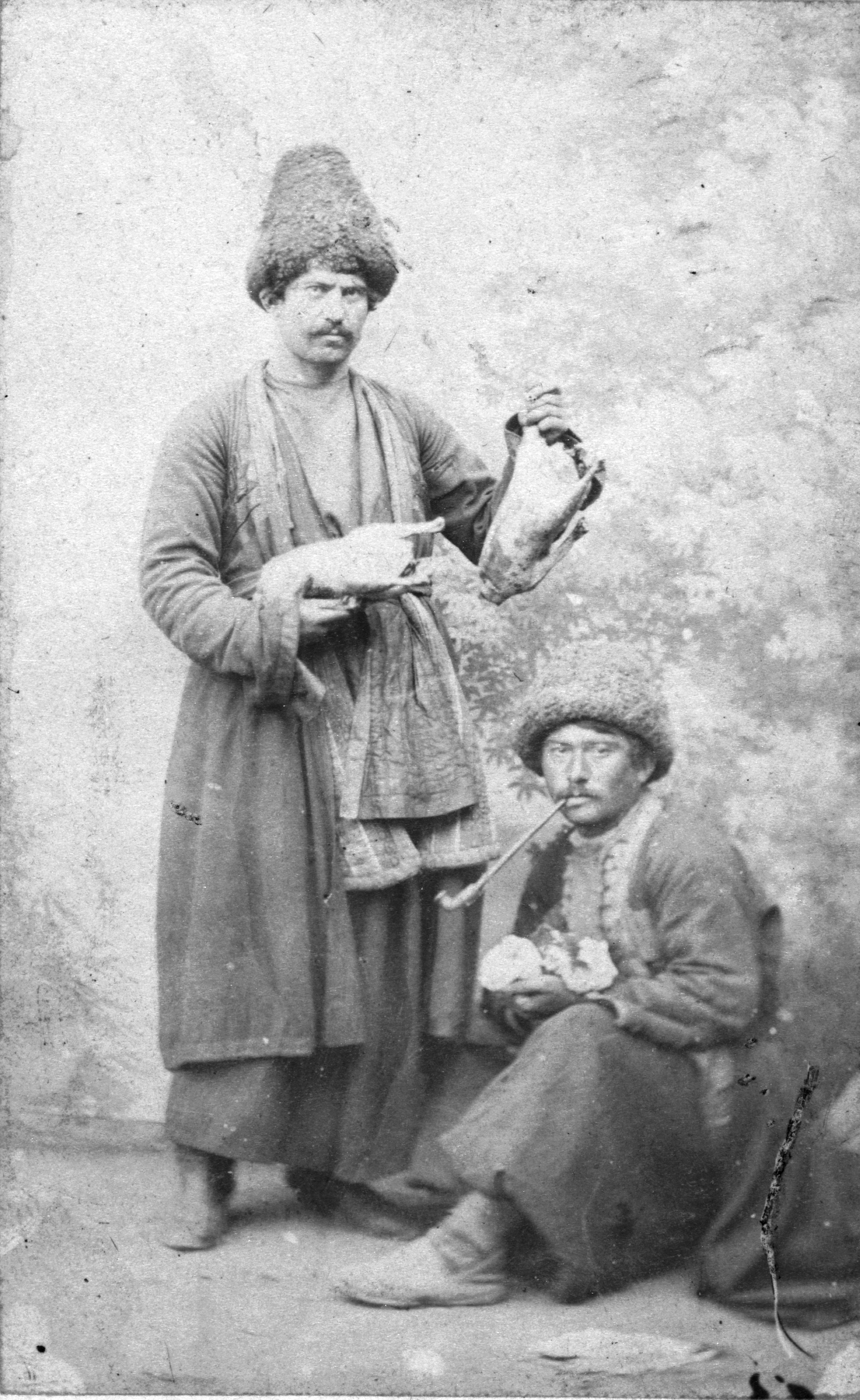
Deux Géorgiens. Entre 1870 et 1886.
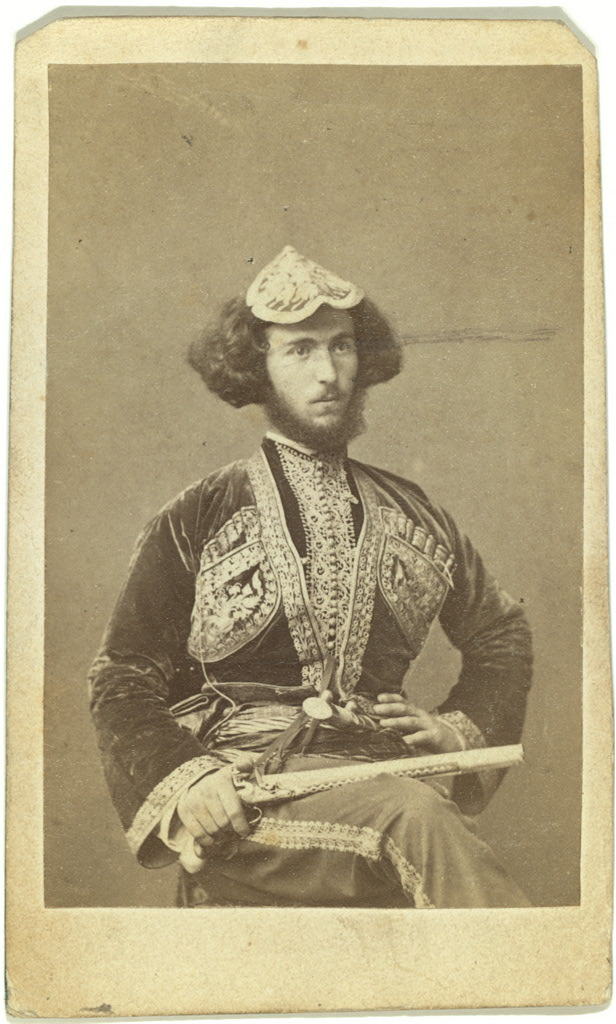
Portrait. Entre 1870 et 1886.
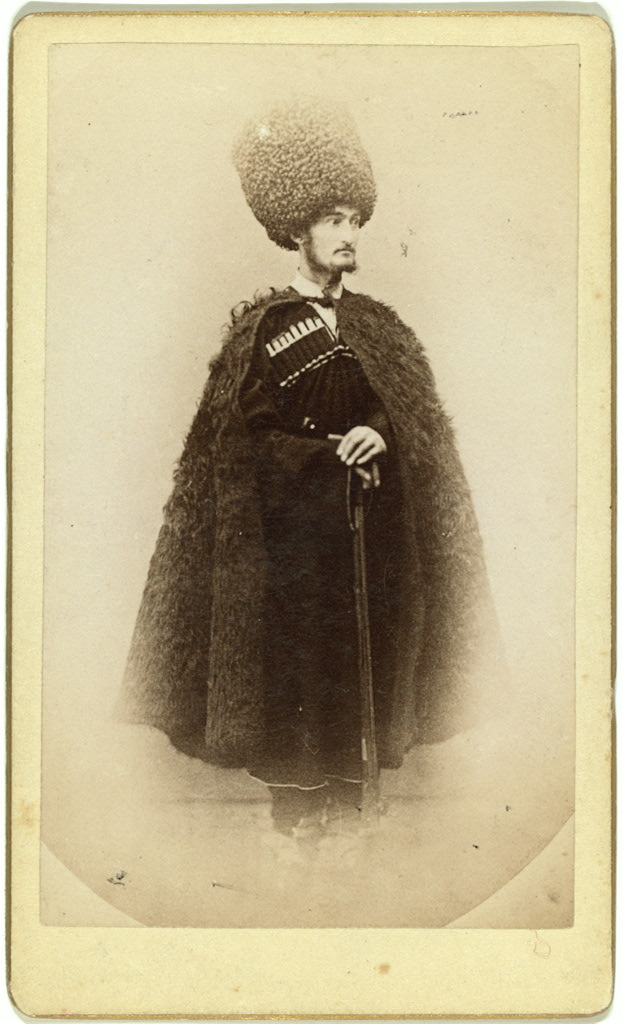
Portrait. Entre 1870 et 1886.
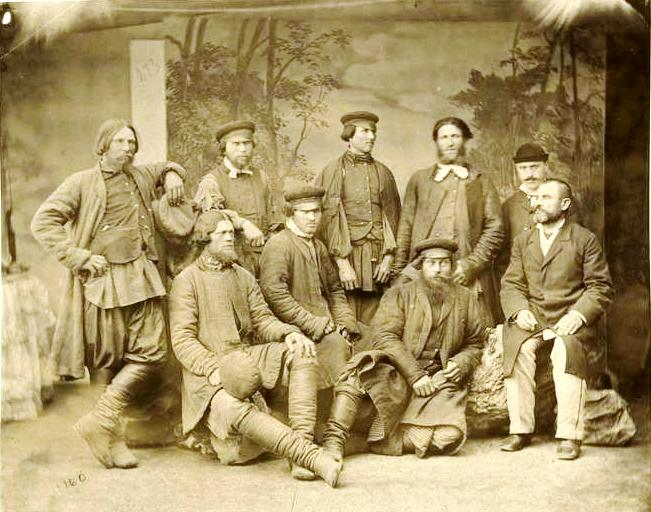
Moloques.
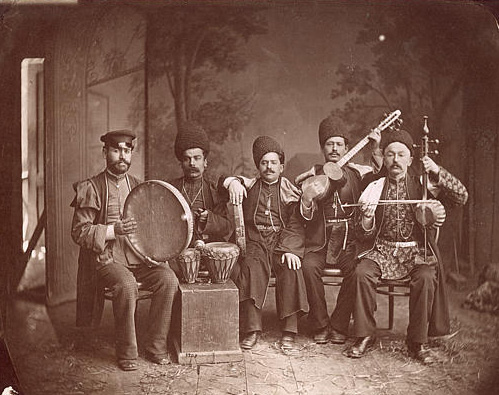
Un Sazandari, orchestre du Caucase

Livres
- Sibirien, livre de George Kennan, Christiania : Cammermeyer, 1891

## Œuvres
- Tent Life in Siberia: Adventures Among the Koryaks and Other Tribes in Kamchatka and Northern Asia. New York: G.P. Putnam's Sons, 1877.
- Siberia and the Exile System. New York: The Century Co., 1891. Vol. 1 | Vol. 2
- Campaigning in Cuba. New York: The Century Co., 1899.
- "The Fight for Reform in San Francisco," McClure's, Sept. 1907 & Nov. 1907.
- A Russian Comedy of Errors, With Other Stories and Sketches of Russian Life. New York: The Century Co., 1915.

## Source de la traduction
- (en) Cet article est partiellement ou en totalité issu de l’article de Wikipédia en anglais intitulé « George Kennan (explorer) » (voir la liste des auteurs).